# Johann Franz Xaver Arnold
Johann Franz Xaver Arnold (1730-1801) fue un conferencista, naturalista, profesor universitario, y escritor, que habría usado este nombre como pseudónimo.
Arnold como Oficial botánico taxónomo fue el científico que describió en Europa central con gran precisión al Pinus nigra.

## Obra
- Reise nach Mariazell in Steyermark. Verlag Wapler, Viena 1785, 24 pp.

- La abreviatura «J.F.Arnold» se emplea para indicar a Johann Franz Xaver Arnold como autoridad en la descripción y clasificación científica de los vegetales.[1]